# St. Thomas (Oberfeldkirchen)

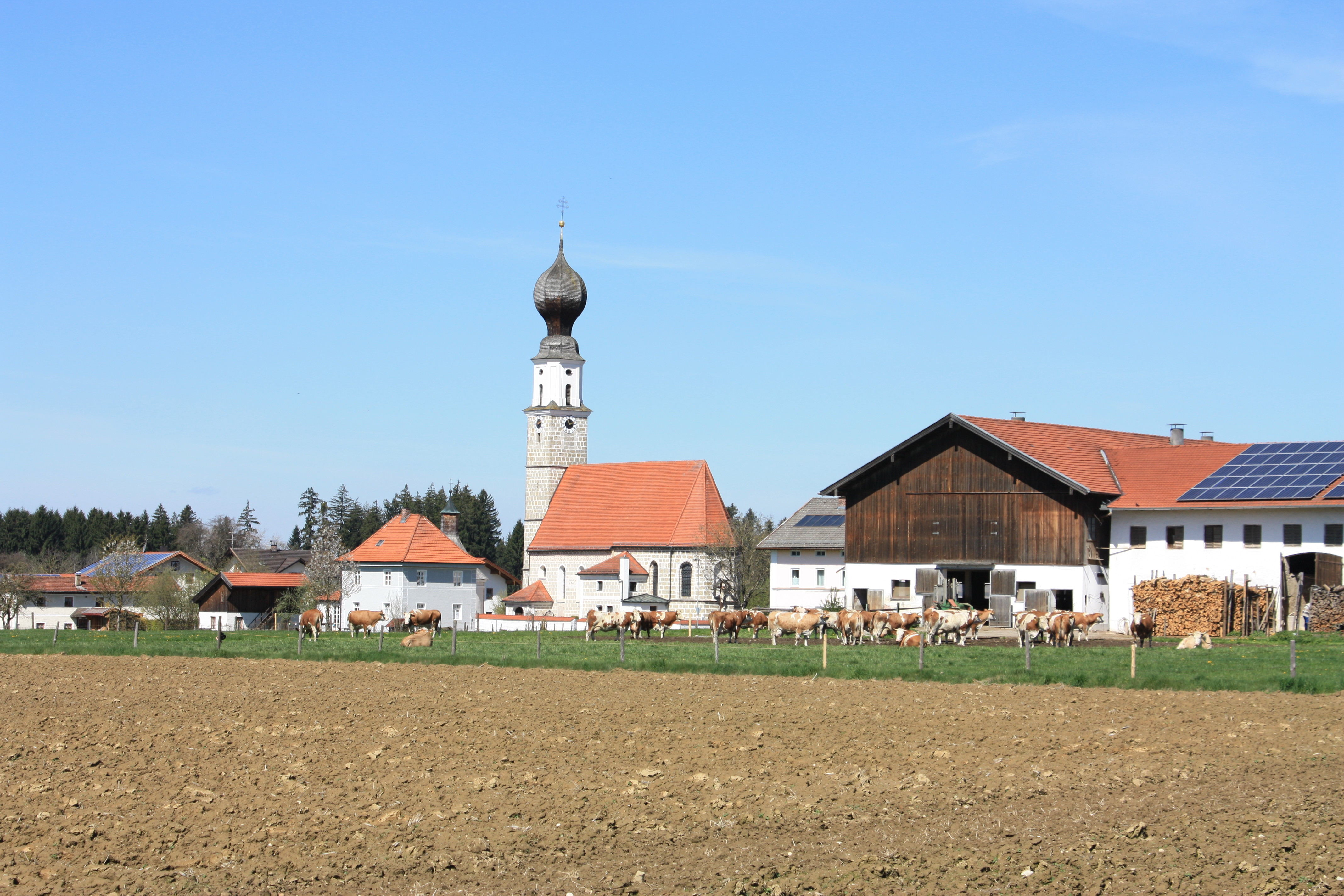
St. Thomas in Oberfeldkirchen

Die römisch-katholische Pfarrkirche St. Thomas steht in Oberfeldkirchen, einem Gemeindeteil der Stadt Trostberg im oberbayerischen Landkreis Traunstein. Sie ist in der Liste der Baudenkmäler in Trostberg unter der Nr. D-1-89-157-94 eingetragen. Die Pfarrei gehört zum Dekanat Traunstein im Erzbistum München und Freising.

## Beschreibung
Die spätgotische Saalkirche aus Quadermauerwerk wurde im 15. Jahrhundert erbaut und im 17. und 18. Jahrhundert teilweise verändert. Sie besteht aus dem Langhaus zu vier Jochen, dem eingezogenen, dreiseitig geschlossenen Chor im Osten, der Sakristei an der Südwand des Chors, in deren Obergeschoss ein Oratorium untergebracht ist, und einem Vorzeichen an der Südwand des Langhauses, in dem sich das Portal befindet. Der Kirchturm im Westen ist durch Gesimse in Geschosse gegliedert. Auf seinem obersten achteckigen Geschoss sitzt eine langgestreckte Zwiebelhaube.
Der Innenraum ist mit einem Stichkappengewölbe überspannt. Auf dem Altarretabel des Hochaltars von 1672 ist der Apostel Thomas dargestellt.